# Hylarana gracilis
Hylarana gracilis är en groddjursart som först beskrevs av Johann Ludwig Christian Gravenhorst 1829.  Hylarana gracilis ingår i släktet Hylarana och familjen egentliga grodor. IUCN kategoriserar arten globalt som livskraftig. Inga underarter finns listade i Catalogue of Life.